# Russvätar
Russvätar är ett naturreservat i Ardre socken och Gammelgarns socken i Region Gotland på Gotland.
Området är naturskyddat sedan 2001 och är 117 hektar stort. Reservatet består av alvarmark. 